# 1994년 칸 영화제
제47회 칸 영화제는 1994년 5월 12일부터 1994년 5월 23일까지 열린 영화제이다. 프랑스 칸에서 개최되었다.

## 수상

### 황금종려상
- 펄프 픽션 - 쿠엔틴 타란티노 수상
- 허드서커 대리인 - 조엘 코언

### 심사위원대상
- 위선의 태양 - 니키타 미칼코프 수상
- 인생 - 장이머우 수상

### 감독상
- 나의 즐거운 일기 - 난니 모레티 수상

### 각본상
- 엄청난 피곤 - 미첼 블랑 수상

### 여우주연상
- 여왕 마고 - 버나 리지 수상

### 남우주연상
- 인생 - 갈우 수상

### 심사위원특별상
- 여왕 마고 - 파트리스 쉐로 수상